# 아흐메드 아와드 이븐 아우프
아흐메드 아와드 이븐 아우프(아랍어: أحمد عوض بن عوف, 1957년 ~ )는 수단의 정치인이자 육군 군인이다. 2019년 수단 쿠데타를 일으켜 오마르 알바시르 대통령을 축출했으며, 하루 동안 과도군사위원회의 의장을 지냈다.
| 전임 오마르 알바시르 | 과도군사위원회 의장 2019년 4월 11일 ~ 2019년 4월 12일 | 후임 압델 파타 알부르한 |